# Matthias Farinator
Mathias Farinator (mort à Vienne (Autriche) le 31 août 1505) est un carmélite, philosophe et théologien viennois. Il est l'éditeur d'une encyclopédie médiévale destinée aux prêtres peu instruits, Lumen animæ, ouvrage en 25 livres publié à Augsbourg (impr. Anton Sorg, 1477). L'abbé Trithème le cite comme l'une des sources d'inspiration de son encyclopédie.